# Gotha WD 12
Die Gotha WD 12 war ein deutsches Militärflugzeug der Gothaer Waggonfabrik im Ersten Weltkrieg. Sie war nach der Flugzeug-Gruppeneinteilung der Kaiserlichen Marine ein sogenannter BFT-Typ, also ein unbewaffnetes, zweisitziges Schwimmerflugzeug mit FT-Sender.

## Entwicklung
Die WD 12 erschien 1917 war im Prinzip eine vergrößerte WD 9. Sie stammte aus der Gotha-WD-Reihe (WD=Wasser-Doppeldecker), einer Familie von Schwimmerflugzeugen, und war als Mehrsitzer ausgeführt. Das Muster war komplett in Holzbauweise mit Stoffbespannung gehalten, die zweistufigen Schwimmer waren 6,33 m lang, bei einer Breite von 0,80 m und wogen 79,5 kg. Das Volumen betrug 1840 l. Der Prototyp mit der Marine-Nummer 944 wurde von Gotha dem Seeflugzeug-Versuchskommando am 24. Februar 1917 nach Warnemünde geliefert und am 1. März 1917 abgenommen. Der Propeller wurde von der Firma Reschke zugeliefert. Der Durchmesser betrug 2,80 m bei einer Steigung von 1,60. 24 weitere WD 12 wurden gebaut und an die Türkei geliefert.

## Marinenummer zur Gotha WD 12
| 944 |
| --- |

## Technische Daten

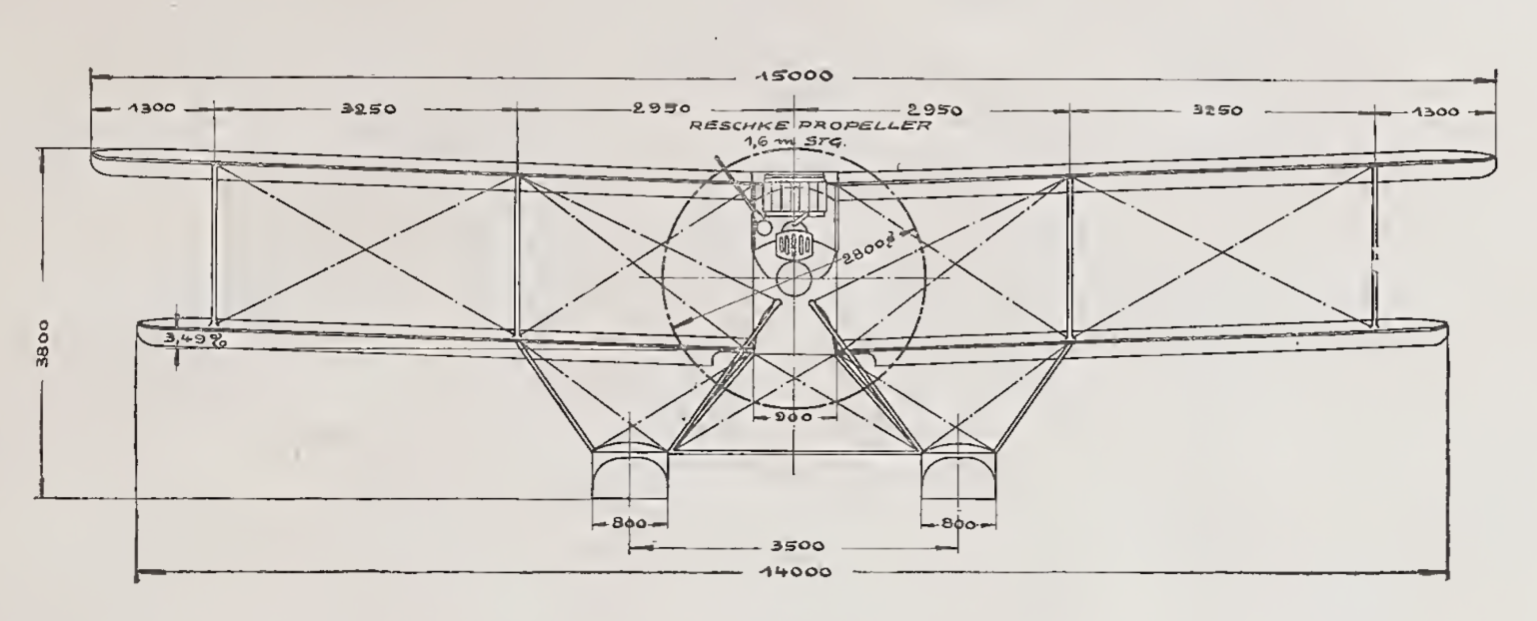
Riss der Vorderseite

| Kenngröße             | Daten                                                                                      |
| --------------------- | ------------------------------------------------------------------------------------------ |
| Besatzung             | 2                                                                                          |
| Länge                 | 10 m                                                                                       |
| Spannweite            | Oberflügel 15,00 m, Unterflügel 14,00 m                                                    |
| Höhe                  | 3,80 m                                                                                     |
| Flügelfläche          | 54 m²                                                                                      |
| Querruder             | 2,80 m²                                                                                    |
| Höhenruder            | 1,60 m²                                                                                    |
| Seitenruder           | 1,10 m²                                                                                    |
| Leermasse             | 1006 kg                                                                                    |
| Startmasse            | 1541 kg                                                                                    |
| Triebwerk             | ein wassergekühlter 6-Zylinder-Reihenmotor Mercedes D III mit 160 PS (118 kW) Nennleistung |
| Höchstgeschwindigkeit | 141 km/h auf Meereshöhe                                                                    |
| Steigleistung         | auf 1000 m: 7:30 min auf 2000 m: 19 min auf 3000 m: 41 min                                 |
| Dienstgipfelhöhe      | 4000 m                                                                                     |
| Reichweite            | 700 km                                                                                     |
| Brennstofftank        | 295 l                                                                                      |
| Flugdauer             | 5 h                                                                                        |